# Гудолл, Джейн
Дама Валери Джейн Моррис Гудолл (англ. Dame Valerie Jane Morris Goodall; род. 3 апреля 1934, Лондон) — британский приматолог, этолог и антрополог, посланник мира ООН.
Она широко известна благодаря своему более чем 45-летнему изучению социальной жизни и интеллекта шимпанзе в Национальном парке Гомбе-Стрим в Танзании и как основательница международного Института Джейн Гудолл. Член правления Проекта по защите нечеловеческих прав с момента его основания в 1996 году. Почётный член Совета будущего мира. Дама-Командор ордена Британской империи, лауреат Президентской медали Свободы США (2025).

## Биография
Валери Джейн Моррис-Гудолл родилась в 1934 году в Хампстеде (Лондон).
Когда Джейн была ещё ребёнком, отец подарил ей игрушечного шимпанзе. Игрушка разбудила в ней интерес к шимпанзе, и эта обезьянка до сих пор неразлучна с ней. После развода родителей 12-летняя Джейн переехала с матерью в Борнмут.
Впоследствии Дж. Гудолл также вспоминала: «Три книги моего детства оказали влияние на мою жизнь». Это «История доктора Дулиттла» Х. Лофтинга, «Тарзан, приёмыш обезьян» Э. Р. Берроуза, которая, по словам Гудолл, «вдохновила меня понять, что же животные пытались рассказать нам, и внушила мне столь же непреодолимую решимость отправиться в Африку, жить с животными и писать о них книги», а также «Чудо жизни» («The Miracle of Life»), «совсем не детская книга».
По окончании школы она посещала курсы секретарей, работала официанткой, но в 1957 году, по приглашению бывшего одноклассника, решила реализовать свою давнюю мечту — посетить Африку, и отправилась работать в Кению. В Кенийском национальном музее она нашла место ассистента и секретаря директора музея, известного антрополога Луиса Лики. Вскоре он пригласил её сопровождать его и его жену Мэри Лики на раскопки в ущелье Олдувай в восточной Африке. Лики также попросил её заняться изучением шимпанзе в Национальном парке Гомбе-Стрим в Танзании, он надеялся, что на основании данных этих наблюдений станет возможным сделать выводы о жизни первобытных людей. Предварительно Лики в 1958 году отправил её изучить поведение приматов у Османа Хилла и анатомию приматов у Джона Нейпира. Джейн прибыла в Танзанию (тогда ещё британское владение — подопечную территорию ООН Танганьика), 14 июля 1960 года вместе с матерью и поваром на катере добралась до Гомбе-Стрим и там занялась исследовательской работой.
Хотя Джейн не училась в университете и не имела даже степени бакалавра, тем не менее благодаря её необычно значимым исследованиям и специально полученному разрешению она была допущена к соисканию докторской степени по этологии в колледже Дарвина в Кембриджском университете в 1962 году и под руководством зоолога Роберта Хайнда успешно защитила докторскую диссертацию на тему «Поведение шимпанзе в дикой природе» в 1965 году. Вместе с Дайан Фосси, известной своей жизнью среди горилл, и Бируте Галдикас, изучавшей орангутанов, она является одной из трёх исследовательниц, начавших в начале 1960-х годов длительные исследования человекообразных обезьян. В научном мире их также называют «ангелами Лики».
Многими знаниями о шимпанзе мир обязан Джейн Гудолл. Она первой открыла, что шимпанзе используют примитивные орудия: ветви, которыми они достают термитов из термитников и мёд из дупел, и камни, которые они используют вместо молотка и наковальни, чтобы разбивать орехи. В своих наблюдениях за шимпанзе Джейн привела первые документированные примеры того, что дикое животное не просто использует предмет в качестве орудия, но действительно изменяет его в соответствии со своими нуждами, демонстрируя тем самым зачатки изготовления орудий. Хотя многие животные пользуются орудиями, только человекообразные изготавливают их, и эта особенность считается основным отличием человекообразных от прочих животных.
В дальнейшем она заметила, что шимпанзе также употребляют в пищу мясо других животных, совместно ходят на охоту, а также ведут между собой войны. Сложными оказались и общественные отношения у обезьян.
Гудолл была первой исследовательницей, дававшей исследуемым животным имена вместо номеров. В научных кругах эта практика осуждалась, так как считалось, что эмоциональный фактор ведёт к потере объективности исследования. Тем не менее примеру Джейн последовали многие учёные. Среди шимпанзе Джейн можно назвать Дэвида, первого приблизившегося к ней; Голиафа, друга Дэвида, бывшего вожака стаи; Майка, вожака стаи; старую «тётку» Джиджи; пожилого Мистера МакГрегора и мамашу Фло с её детьми.
В 1977 году Гудолл основала Институт Джейн Гудолл (Jane Goodall Institute, JGI) для поддержки заповедника Гомбе. Институт имеет 19 отделений по всему миру. Гудолл является защитником шимпанзе и мест их обитания по всему миру, путешествуя по 300 дней в году. Институт Джейн Гудолл широко известен в мире благодаря разработке новаторских программ, направленных на обеспечение охраны природных богатств и развития Африки. Гудолл продолжает оказывать помощь ООН в привлечении внимания к вопросам экологии, например, в рамках своей работы над проектом ЮНЕП/ЮНЕСКО по обеспечению выживания человекообразных приматов. Проект способствует координации международных усилий в интересах спасения этого вида приматов, находящегося на грани полного исчезновения.
Гудолл также является членом правления самого крупного заповедника шимпанзе вне Африки, расположенного во Флориде, а также бывшим президентом организации «Защитники прав животных» (Advocates for Animals), расположенной в Эдинбурге, Шотландия, и протестующей против использования животных в медицинских опытах, зоопарках, спорте и животноводстве.

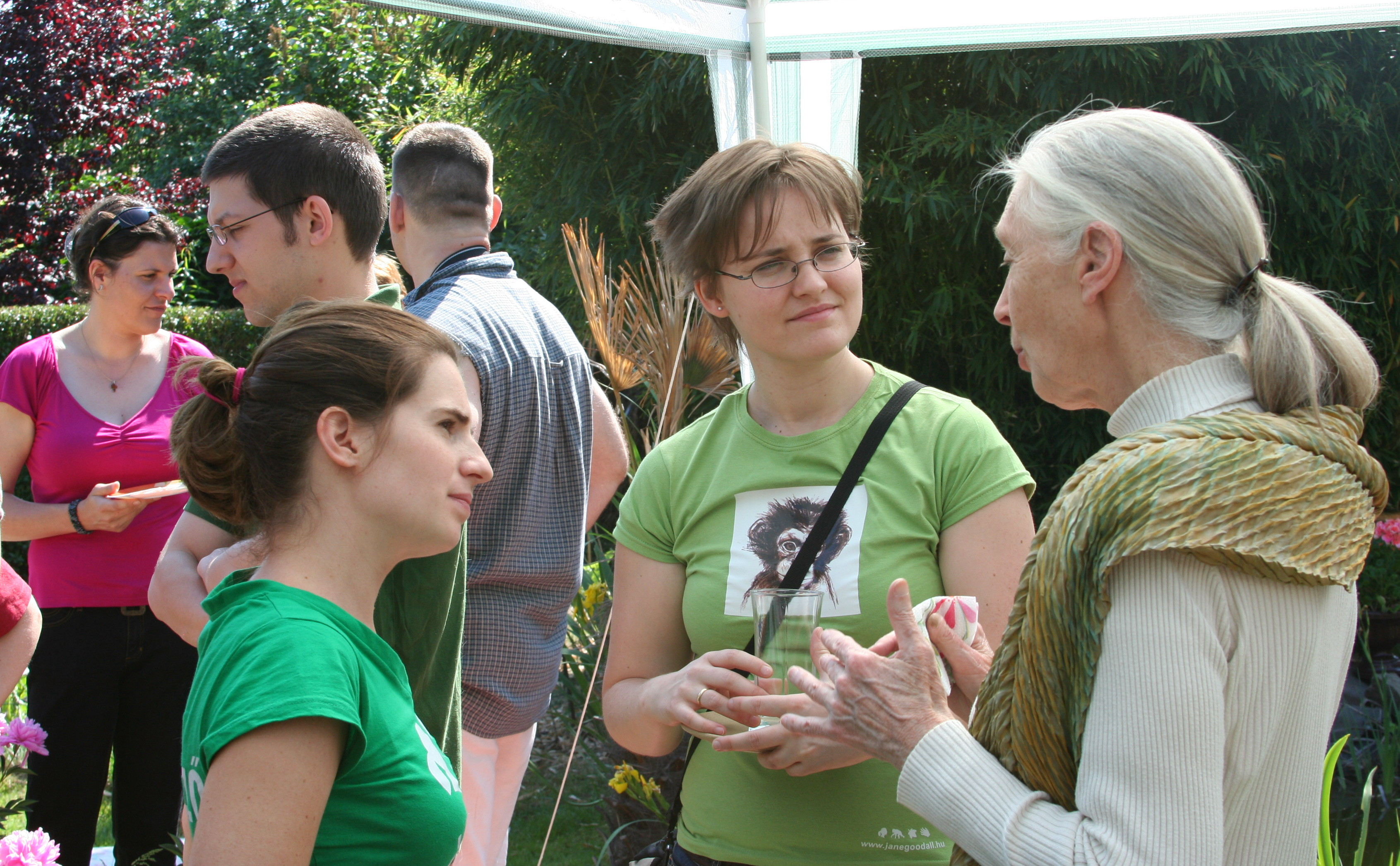
Гудолл в 2009 году с венгерскими членами группы Roots & Shoots

В 1991 году Гудолл основала детскую организацию «Roots & Shoots», работающую сейчас в 100 странах мира. Эта международная детская программа занимается реализацией проектов по оказанию помощи людям и животным и охране окружающей среды.
В апреле 2002 года генеральный секретарь ООН Кофи Аннан назначил Гудолл послом мира ООН.
В мае 2008 года она обратилась в Нобелевский комитет с инициативой по учреждению новой Нобелевской премии — за альтернативные методы в опытах над животными.

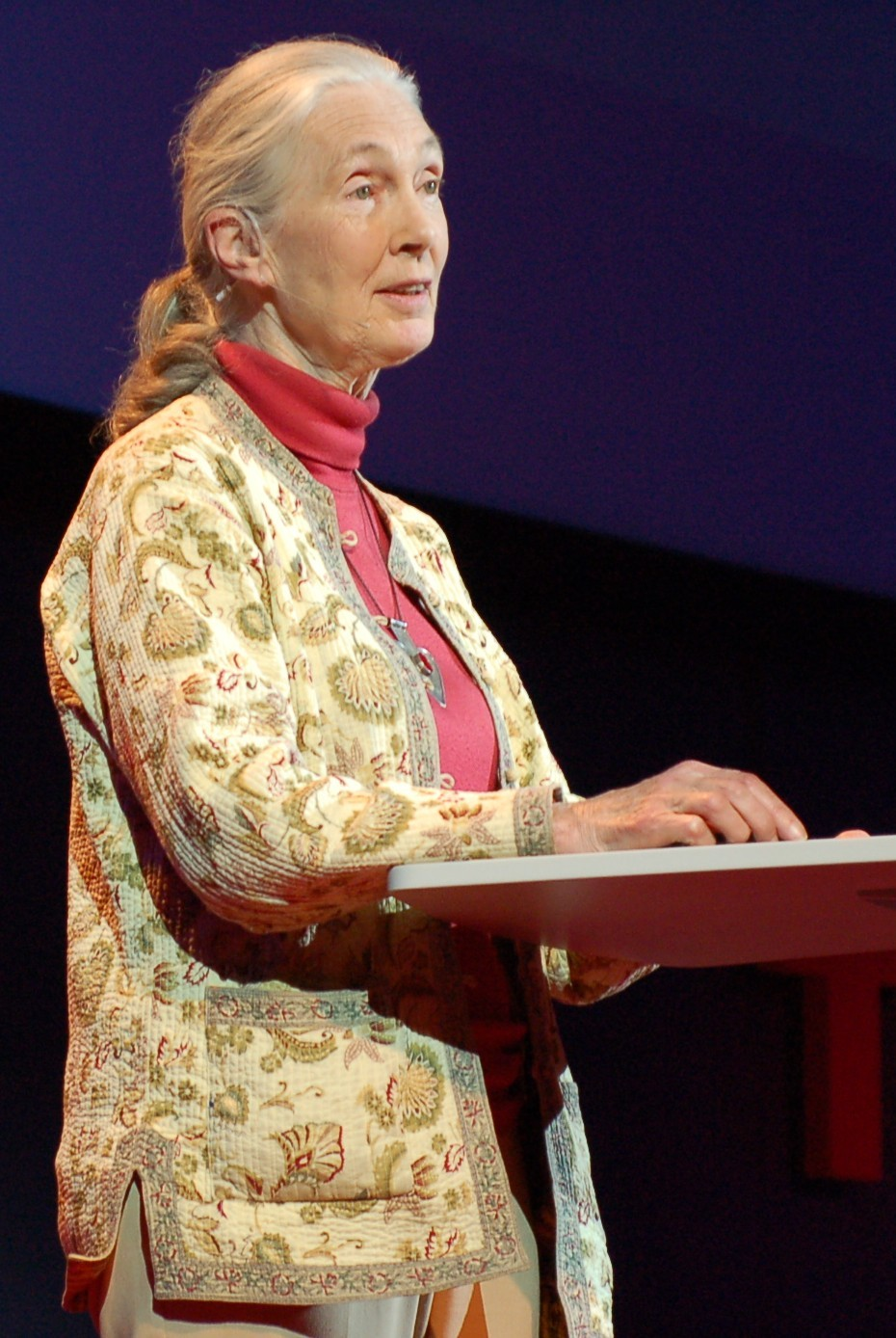
Гудолл в TEDGlobal 2007

7 июля 2007 года Гудолл представляла международный фестиваль «Live Earth».
Гудолл поддерживает Зелёную партию Англии и Уэльса и накануне парламентских выборов 2015 года призывала голосовать за кандидатуру её руководительницы Кэролайн Лукас. Резко критикуя намерения консервативного правительства Дэвида Кэмерона снять запрет на охоту на лис, Гудолл была среди 20 известных людей, подписавших соответствующее обращение к депутатам британского парламента.

## Награды
За свою общественную работу по защите животных и охране окружающей среды Джейн удостоена многих наград. В числе них
- 1990: Премия Киото
- 1995: Командор ордена Британской империи, вручение королевой Елизаветой II. 
 Медаль Хаббарда за выдающиеся исследования Национального географического общества
- 1996: Серебряная медаль Зоологического общества Лондона; Медаль Килиманджаро Танзании; Премия Уильяма Проктера за научные достижения
- 1997: Премия Тайлера
- 1998: Награда в области поведенческих и социальных наук к столетнему юбилею Вашингтонской АН[13]
- 1999: Международная премия мира
- 2001: Премия Ганди за отказ от применения насильственных методов
- 2002: Премия Конрада Лоренца
- 2003: Медаль Бенджамина Франклина за развитие наук о живой природе; Премия Принца Астурийского за достижения в области науки и техники
- 2004: Дама-Командор ордена Британской империи, вручение принцем Чарльзом в Букингемском дворце
- 2006: Офицер ордена Почётного легиона Франции.
- 2010: Бэмби (премия)
- 2014: President's Medal (British Academy)[англ.]
- 2015: My-way-Preis[нем.]
- 2015: Perfect World Foundation’s Award «Conservationist of the Year», Швеция
- 2017: International Cosmos Prize
- 2020: Премия Тан
- 2021: Премия Темплтона
- 2025: Президентская медаль Свободы (США)[14]

## Личная жизнь
Гудолл дважды была замужем. 28 марта 1964 года она вышла замуж за голландского фотографа-анималиста аристократического происхождения, барона Гуго ван Лавика, став баронессой Джейн ван Лавик-Гудолл. В 1968 году Гудолл помогала мужу в его работе в Национальном парке Серенгети в Танзании, где он снимал хищников. Результатом этих исследований стала книга «Невинные убийцы». От этого брака у неё есть сын. В 1974 году супруги развелись.
В 1975 году Джейн вышла замуж за директора национальных парков и члена парламента Танзании Дерека Брайсесона. В 1980 году он скончался.
Джейн и её младшая сестра Джуди страдают прозопагнозией — неспособностью узнавать лица людей.
Джейн — вегетарианка из нравственных соображений, а также по причинам заботы об окружающей среде и своём здоровье.

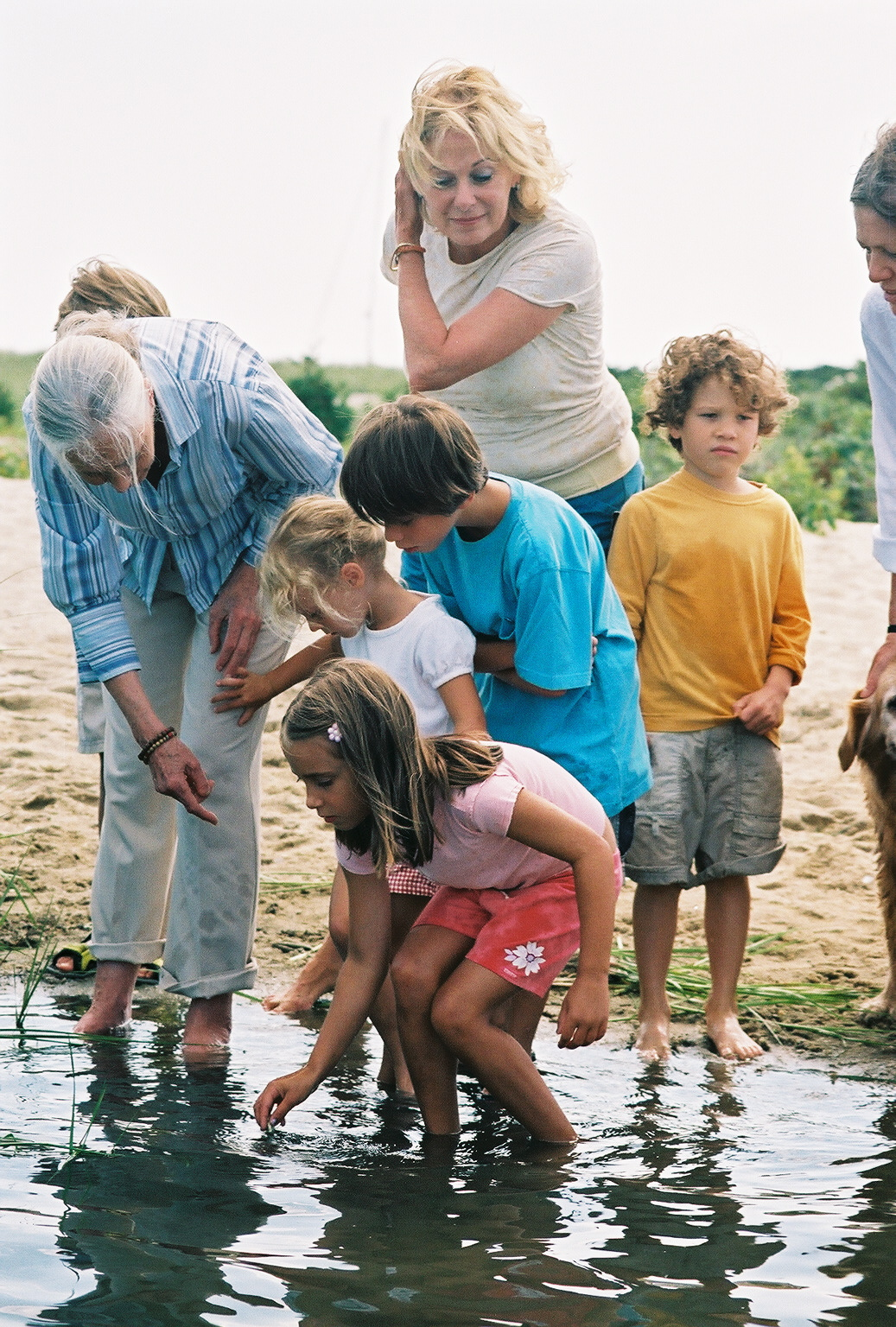
Гудолл рассказывает детям о водно-болотных угодьях на острове Мартас-Винъярд (США), 2006 год

## Книги
- 1969 «Мои друзья — дикие шимпанзе» My Friends the Wild Chimpanzees (переведена на русский язык)
- 1971 «Невинные убийцы» Innocent Killers (совместно с Х. Лавиком) (переведена на русский язык)
- 1971 «В тени человека» In the Shadow of Man (переведена на русский и 47 других языков)
- 1986 «Шимпанзе в природе: Поведение» The Chimpanzees of Gombe: Patterns of Behavior (переведена на русский язык)
- 1990 Through a Window: 30 years observing the Gombe chimpanzees
- 1993 Visions of Caliban (в соавторстве с Дейлом Питерсоном)
- 1999 Brutal Kinship
- 1999 Reason For Hope; A Spiritual Journey (совместно с Филиппом Берманом)
- 2000 40 Years At Gombe
- 2000 Africa In My Blood (под редакцией Дейла Питерсона)
- 2001 Beyond Innocence: An Autobiography in Letters, the later years (под редакцией Дейла Питерсона)
- 2002 The Ten Trusts: What We Must Do To Care for the Animals We Love (совместно с Марком Бекофф)
- 2005 Harvest for Hope: A Guide to Mindful Eating
- 2009 Hope for Animals and Their World: How Endangered Species Are Being Rescued from the Brink Grand Central Publishing ISBN 0-446-58177-1
- 2013 Seeds of Hope: Wisdom and Wonder from the World of Plants (совместно с Гейл Хадсон) Grand Central Publishing ISBN 1-4555-1322-9
- 2021 The Book of Hope, (совместно с Дугласом Абрамсом и Гейл Хадсон), Viking

### Детские книги
- 1972 Grub: The Bush Baby (совместно с Х. Лавиком)
- 1988 «Моя жизнь среди шимпанзе» My Life with the Chimpanzees (переведена на русский язык)
- 1989 The Chimpanzee Family Book
- 1989 Jane Goodall’s Animal World: Chimps
- 1989 Animal Family Series: Chimpanzee Family; Lion Family; Elephant Family; Zebra Family; Giraffe Family; Baboon Family; Hyena Family; Wildebeest Family
- 1994 With Love
- 1999 Dr. White
- 2000 The Eagle & the Wren
- 2001 Chimpanzees I Love: Saving Their World and Ours
- 2004 Rickie and Henri: A True Story (совместно с Аланом Марксом)

## Фильмы
- 1963 Miss Goodall and the Wild Chimpanzees (National Geographic Channel)
- 1975 Miss Goodall: The Hyena Story (The World of Animal)
- 1984 Among the Wild Chimpanzees (National Geographic Channel)
- 1988 People of the Forest[англ.] (совместно с Х.Лавиком)
- 1990 «Шимпанзе в опасности» Chimpanzee Alert (переведен на русский язык)
- 2006 Chimps, So Like Us[англ.] номинирован в 1990 на премию «Оскар»
- 1990 «Джейн Гудолл: жизнь и легенда» The Life and Legend of Jane Goodall (National Geographic Channel) (переведен на русский язык)
- 1990 «Жизнь среди шимпанзе» My Life With the Chimpanzees (National Geographic Channel) (переведен на русский язык)
- 1990 The Gombe Chimpanzees (Телевидение Баварии)
- 1995 Fifi’s Boys
- 1996 Chimpanzee Diary (для BBC2)
- 1997 Animal Minds (для BBC)
- 2000 Jane Goodall: Reason For Hope
- 2001 Chimps R Us
- 2003 «Последние дикие шимпанзе» Chimps On The Edge (National Geographic Channel) (переведен на русский язык)
- 2009 Jane Goodall’s Wild Chimpanzees
- 2005 Jane Goodall’s Return to Gombe (для «The World of Animal»)
- 2017 Jane[англ.] (Brett Morgen, National Geographic Studios)

## Джейн Гудолл в массовой культуре
- Гудолл удостоена именной таблички от компании The Walt Disney Company на Дереве жизни в тематическом парке Уолта Диснея «Царство зверей» в Disney World, на этом же дереве вырезан её любимый шимпанзе Дэвид, сопровождавший Джейн в первый год пребывания в заповеднике Гомбе.
- Джейн Гудолл упоминается в одном из комиксов серии «The Far Side» художника-мультипликатора Гари Ларсона. На картинке самка шимпанзе, перебирая шерсть самцу, находит человеческий волос и спрашивает: «Что, опять шастал на опыты к этой Джейн Гудолл?»[16] Институт Джейн Гудолл посчитал рисунок дурным тоном, а юристы Гудолл даже написали гневное письмо Ларсену, но сама Гудолл нашла эту шутку смешной. Более того, она стала продавать футболки с этим рисунком, все доходы от чего перечисляются в фонд Гудолл для поддержки диких шимпанзе.
- Гудолл также появляется и озвучивает саму себя в мультипликационном сериале «Дикая семейка Торнберри».
- В «Симпсонах» (эпизод «Симпсоны на сафари») есть персонаж, основанный на образе Гудолл, — исследовательница, тайно обучающая шимпанзе добывать и приносить ей бриллианты; также доктор Гудолл появляется в эпизоде «Гориллы на мачте» (2019).
- В свой альбом «Street Angel» певица Стиви Никс включила трек «Jane», отдавая дань уважения Джейн Гудолл.
- В фильме «Джордж из джунглей» Беатрис Стэнхоуп (Холланд Тэйлор) сидит рядом с гориллой и говорит ей: «Я чувствую себя почти как Джейн Гудолл», на что та отвечает: «Мадам, я знал Джейн Гудолл, и Вы точно не она».
- В 2009 г. во время поездки в Париж и посещения французского филиала своего института Джейн осуществила свою девичью мечту — встретиться с Тарзаном. Доктор Гудолл пошутила, что она имеет право на такой любовный интерес больше, чем все остальные «Джейн». «Тарзаном, ждущим свою Джейн» оказался французский и американский актёр Кристофер Ламберт, сыгравший в фильме Хью Хадсона «Грейстоук: Легенда о Тарзане, повелителе обезьян»[17].
- В композиции «The Impact» французского музыканта Марка Черроне звучат слова Джейн Гудолл: «Every single day we make some impact on the planet. We haven’t inherited this planet from our parents, we’ve borrowed it from our children. If we get together then we can start to heal some of the scars we’ve inflicted».
- В 8 серии 16 сезона реалити-шоу Королевские гонки Ру Пола участница и, в дальнейшем, победительница сезона Нимфия Винд сыграла Джейн Гудолл в испытании «Snatch Game» (импровизационное испытание с элементом пародии на знаменитостей). Нимфия оказалась в тройке худших этой серии и получила резко негативную критику со стороны судей, однако после окончания сезона Джейн организовала видеозвонок с Нимфией, чтобы поздравить её с Днём Земли и победой в 16 сезоне.